# LIZARD -dream after nightmare-
『LIZARD -dream after nightmare-』（リザード ドリーム・アフター・ナイトメア）は、本木雅弘の1枚目のオリジナル・アルバム。

## 内容
元シブがき隊のメンバーである本木のソロ・デビュー作品。
月光恵亮プロデュースの下、「WALK DON'T RUN」の作詞を担当した小幡洋子や、「Fallen Angel」「IT'S OVER」の作詞を手掛けた田村直美が参加。ZIGGYの森重樹一も1曲を提供。
収録曲4曲の作曲を担当した須貝幸生率いるESSEXが「JIPUNGO ON MY MIND」を除く全編曲を担当した。
3曲目「HOT GUN」は後に、木村聡が自身のバンドであるSOY SAUCE SONIXとしてセルフカバー。

## 収録曲
全編曲：ESSEX（M-10のみ岩崎工・ブラボー小松）
1. LIZARD
作詞：月光恵亮　作曲：月光恵亮・須貝幸生
2. FIGHTING CITY GIRL
作詞：月光恵亮　作曲：月光恵亮・須貝幸生
3. HOT GUN
作詞・作曲：木村聡
4. ハチのムサシは死んだのさ
作詞：内田良平・むろふしチコ　作曲：平田隆夫
5. Fallen Angel
作詞：田村直美　作曲：須貝幸生
6. LADY BLUE
作詞：大矢郁史　作曲：須貝幸生
7. IT'S OVER
作詞：田村直美　作曲：月光恵亮
8. TOUCH ME BABY
作詞：大矢郁史　作曲：塚本晃
9. WALK DON'T RUN
作詞：小幡洋子　作曲：森重樹一
10. JIPUNGO ON MY MIND
作詞：月光恵亮・岩崎工　作曲：岩崎工

## レコーディング参加
- 神長弘一（ESSEX） - ギター
- 石井ヒトシ（SOY SAUCE SONIX） - ギター
- 小林勝 - ベース
- 須貝幸生（ESSEX） - プログラミング
- 久嶋善朗（SOY SAUCE SONIX） - ドラム
- 相沢公生 - キーボード
- 平ケ倉良枝 - パーカッション
- 数原晋 - トランペット